# Aeroportul Kayes
Aeroportul Kayes (IATA: KYS, ICAO: GAKY) este un aeroport din Regiunea Kayes, Mali ce deservește zona Kayes. A fost deschis în 2011 și numit după zona deservită.
Situat la o altitudine de 50 m, aeroportul dispune de 1 pistă. Este operat de Aéroports du Mali⁠(d).

## Infrastructură

### Piste
Aeroportul dispune de o singură pistă. Pista are orientarea 09/27. 